# Kilian Pagliuca
Kilian Pagliuca (* 2. September 1996 in Chêne-Bougeries) ist ein Schweizer Fussballspieler. Er stand in Deutschland zuletzt beim MSV Duisburg unter Vertrag. Darüber hinaus lief er für mehrere Schweizer Jugendnationalmannschaften auf.

## Karriere

### Verein
Nach seinen Anfängen in der Jugend des FC Meyrin und des Servette FC wechselte er im Sommer 2012 in die Jugendakademie von Olympique Lyon. Nachdem er einige Spiele für die 2. Mannschaft bestritten hatte, wechselte er im Sommer 2016 zurück in die Schweiz zum FC Zürich. Da er auch dort nur zu Einsätzen in der 2. Mannschaft kam, wurde er erst zweimal zum FC Wohlen in die Challenge League ausgeliehen. Im Sommer 2018 erfolgte eine weitere Ausleihe, diesmal nach Deutschland zum Halleschen FC. Dort kam er auch zu seinem ersten Einsatz im Profibereich in der 3. Liga, als er am 15. September 2018, dem 7. Spieltag, bei der 1:2-Auswärtsniederlage gegen den KFC Uerdingen 05 in der 82. Spielminute für Niklas Landgraf eingewechselt wurde.
Zur Saison 2019/20 kehrte Pagliuca nicht nach Zürich zurück und verblieb nach Ablauf seines Leihvertrages mit Halle in der deutschen 3. Liga. Der FC Carl Zeiss Jena stattete ihn mit einem Einjahresvertrag, der sich per Option um ein Jahr verlängern konnte, aus. Ende September 2019 wurde er aus disziplinarischen Gründen gemeinsam mit seinen Teamkollegen Marian Sarr und Ole Käuper, vorerst bis zur Winterpause, in die Oberligamannschaft versetzt. Anfang Oktober erfolgte unter dem neuen Cheftrainer Rico Schmitt die Rückkehr in das Profikader. In der Folge wurde der Schweizer regelmässig eingesetzt, schoss fünf Tore und bereitete vier weitere vor. Im Anschluss an den 30. Spieltag Anfang Juni 2020 wurde er jedoch gemeinsam mit vier anderen Profis vom Spiel- und Trainingsbetrieb suspendiert.
Im Januar 2021 verpflichtete der slowakische Erstligist FC Nitra den Schweizer und stattete ihn mit einem Vertrag bis 2022 aus. Sein erstes Tor für den FC Nitra erzielte er bei seinem Debüt am 6. Februar bei der 3:1-Niederlage gegen den FK Pohronie.
Zur Saison 2021/2022 wechselte Pagliuca in die Fussball-Regionalliga Nordost zum Chemnitzer FC. In zwei Spielzeiten kam er auf 13 Tore in 64 Ligaspielen.
Nachdem sein Vertrag im Sommer 2023 ausgelaufen war, war er zunächst für einige Monate vereinslos, bis er sich Anfang Oktober 2023 dem Regionalligisten Alemannia Aachen anschloss. Bei Aachen wurde sein Vertrag nicht verlängert, deshalb war er im Anschluss von Juli bis September 2024 vereinslos. Im September 2024 schloss er sich dem MSV Duisburg in der Regionalliga West an. Am Ende der Saison verließ er den Verein.

### Nationalmannschaft
Kilian Pagliuca ist auch auf mehreren Ebenen der Jugendnationalmannschaften des Schweizerischen Fussballverbandes aufgelaufen. Er gehörte zum Kader der U-17-Fußball-Europameisterschaft 2013. Pagiluca schied mit der Schweiz bereits in der Gruppenphase aus, kam jedoch bei allen Gruppenspielen zum Einsatz.

## Erfolge
MSV Duisburg
- Meister der Regionalliga West 2025 und Aufstieg in die 3. Liga

Alemannia Aachen
- Meister der Regionalliga West 2024 und Aufstieg in die 3. Liga
- Mittelrheinpokal-Sieger: 2024

Chemnitzer FC
- Sachsenpokal-Sieger: 2021/22

FC Carl Zeiss Jena
- Thüringenpokal-Sieger: 2019/20

Hallescher FC
- Sachsen-Anhalt-Pokal-Sieger: 2018/19